# Diospyros guatterioides
Diospyros guatterioides là một loài thực vật có hoa trong họ Thị. Loài này được A.C.Sm. mô tả khoa học đầu tiên năm 1936.